# Laiyuan, Fujian
Laiyuan är en socken i sydöstra Kina. Den ligger i Liancheng härad i staden Longyan i provinsen Fujian, omkring 240 kilometer väster om provinshuvudstaden Fuzhou. Antalet invånare är 3 714. Befolkningen består av 1 681 kvinnor och 2 033 män. Barn under 15 år utgör 12,0 %, vuxna 15-64 år 76 %, och äldre över 65 år 11,0 %.